# Прандоцин-Іли
Прандоцин-Іли (пол. Prandocin-Iły) — село в Польщі, у гміні Сломники Краківського повіту Малопольського воєводства.
Населення — 417 осіб (2011).
У 1975-1998 роках село належало до Краківського воєводства.

## Демографія
Демографічна структура станом на 31 березня 2011 року:
|          | Загалом | Допрацездатний вік | Працездатний вік | Постпрацездатний вік |
| -------- | ------- | ------------------ | ---------------- | -------------------- |
| Чоловіки | 205     | 45                 | 134              | 26                   |
| Жінки    | 212     | 41                 | 121              | 50                   |
| Разом    | 417     | 86                 | 255              | 76                   |